# Derek (série télévisée, 2012)
Cet article concerne la série télévisée britannique. Pour la série télévisée canadienne, voir Derek (série télévisée, 2005).
Pour les articles homonymes, voir Derek.
Derek est une série télévisée britannique écrite, réalisée et jouée par Ricky Gervais, produit par Derek Productions et diffusé du 12 avril 2012 au 22 décembre 2014 sur Channel 4.
Cette série est disponible dans les pays francophones sur Netflix.

## Synopsis
Derek Noakes est un employé de 49 ans d'une institution pour personnes âgées. Il est naïf, disgracieux, peu intelligent et malhabile en société mais est généreux, animé de bonnes intentions et parle avec franchise. 

## Distribution
- Ricky Gervais (VF : Christophe Lemoine) : Derek Noakes
- Karl Pilkington (en) (VF : Emmanuel Rausenberger) : Dougie
- Kerry Godliman (en) (VF : Virginie Ledieu) : Hannah
- David Earl (VF : Jérôme Pauwels) : Kevin "Kev" Twine
- Brett Goldstein (VF : Arnaud Arbessier) : Tom
- Ruth Bratt (en) : Mary
- Margaret Towner (VF : Frédérique Cantrel) : Edna
- Joan Linder : Joan
- Kay Noone : Lizzie
- Vilma Hollingbery (en) : Elsie
- Tim Barlow (en) (VF : Marc Cassot) : Jack
- Arthur Nightingale (VF : Jean Lescot) : Arthur
- Doc Brown : Deon
- Holli Dempsey (VF : Marie-Laure Dougnac) : Vikky
- Tony Rohr (VF : Michel Bedetti) : Anthony

Sources et légende : Version française selon le carton de doublage français.

## Production
En mai 2012, après la diffusion du pilote, Channel 4 a annoncé la production d'une saison entière, dont la diffusion a débuté le 30 janvier 2013.

## Épisodes

### Première saison (2012-2013)
1. Pilote (Pilot)
2. Épisode 2 (Episode 1)
3. Épisode 3 (Episode 2)
4. Épisode 4 (Episode 3)
5. Épisode 5 (Episode 4)
6. Épisode 6 (Episode 5)
7. Épisode 7 (Episode 6)

### Deuxième saison (2014)
En mars 2013, Channel 4 a annoncé avoir commandé une deuxième saison.
1. Épisode 1 (Episode 1)
2. Épisode 2 (Episode 2)
3. Épisode 3 (Episode 3)
4. Épisode 4 (Episode 4)
5. Épisode 5 (Episode 5)
6. Épisode 6 (Episode 6)
7. Épisode spécial (Derek: The Special)